# Le Fils de Géronimo
Pour plus de détails, voir Fiche technique et Distribution.
Le Fils de Géronimo (The Savage) est un film américain réalisé par George Marshall en 1951, et sorti en 1952. Il s'agit d'un western d'une durée de 1 h 35, sur un scénario écrit par Sydney Boehm.

## Synopsis
Quelques années après la fin de la guerre de Sécession.
Un convoi en route vers l'Ouest traversant le territoire Sioux est attaqué par un groupe de Crows. Le convoi est massacré et seul le jeune Jim Ahern survit. Il est recueilli et élevé chez les Sioux, auprès du chef Geronimo qui le considère comme son fils. Mais la guerre contre les Blancs approche et, lors d'un conseil, Jim dit Cœur vaillant est envoyé au fort pour espionner les soldats. Cœur vaillant va devoir choisir entre son peuple d'origine et son peuple d'adoption.

## Fiche technique
- Titre français : Le Fils de Géronimo
- Titre original : The Savage
- Réalisation : George Marshall
- Scénario : Sydney Boehm d'après le roman The Renegade de L.L. Foreman
- Musique : Paul Sawtell
- Directeur de la photographie : John F. Steiz
- Décors : Sam Comer et Ray Moyer
- Direction artistique : William Flannerry et Hal Pereira
- Maquillage : Wally Westmore
- Costumes : Édith Head
- Montage : Arthur P.Smidt
- Produit par Mel Epstein pour Paramount
- En Technicolor
- Date de sortie :
  -  États-Unis : septembre 1952
- Durée : 95 minutes
- Pays de production :  États-Unis
- Affiche : Boris Grinsson (France)

## Distribution
- Charlton Heston (VF : Jean Davy) : Jim Ahern, Cœur Vaillant
- Susan Morrow (VF : Jane Val) : Thérèse Hathersall
- Peter Hansen (VF : Roger Rudel) : lieutenant Weston Hathersall
- Joan Taylor (VF : Thérèse Rigaut) : Luta
- Richard Rober (VF : Richard Francœur) : capitaine Vaughant
- Donald Porter (VF : Claude Bertrand) : Running dog, Chien courant
- Ted de Corsia (VF : Marcel Raine) : Iron breast, Aigle blanc
- Ian MacDonald (VF : Pierre Morin) : Yellow Eagle, Geronimo
- Milburn Stone (VF : Robert Dalban) : caporal Martin
- Angela Clarke (VF : Marie Francey) : Pehangi
- Howard Negley  (VF : Christian Argentin) : colonel Robert Ellis
- John Miljan  (VF : Abel Jacquin) : White thunder, flèche ardente
- Ben Black elk sr.  (VF : Jean Clarieux) : chef crow
- David Miller (VF : Maurice Dorléac) : Stanley
- Michael Tolan : Long Mane, longue main
- Orley Lindgren : Jim enfant

Acteurs non crédités
- Iron Eyes Cody : un guerrier
- Jim Hayward : un docteur

et les voix de :
- Raymond Loyer : Ours brun
- Lucien Bryonne : officier au bal